# Sado (drottning)
Sado, död 614, var en koreansk drottning och regent. 
Hon var gift med kung Jinheung av Silla och mor till kung Jinji av Silla. Hon var Koreas regent under sin sonsons kung Jinpyeong av Sillas minderårighet mellan 579 och 584. 